# Phymastichus
Phymastichus is een geslacht van vliesvleugeligen uit de familie Eulophidae. De wetenschappelijke naam van dit geslacht is voor het eerst geldig gepubliceerd in 1990 door LaSalle.

## Soorten
Het geslacht Phymastichus omvat de volgende soorten:
- Phymastichus coffea LaSalle, 1990
- Phymastichus xylebori LaSalle, 1995